# Panasiuki
Panasiuki (biał. Панасюкі, Panasiuki; ros. Панасюки, Panasiuki) – wieś na Białorusi, w obwodzie brzeskim, w rejonie kamienieckim, w sielsowiecie Dmitrowicze.
W latach 1921–1939 należała do gminy Białowieża.
Według Powszechnego Spisu Ludności z 1921 roku wieś zamieszkiwało 149 osób, wśród których 132 było wyznania prawosławnego a 17 mojżeszowego. Jednocześnie wszyscy mieszkańcy zadeklarowali polską przynależność narodową. We wsi były 34 budynki mieszkalne.